# Histoire des Juifs à Zambrów
L'histoire des Juifs à Zambrów débute relativement tard. La communauté juive n'est fondée qu'en 1830, mais très rapidement de nombreux Juifs vont venir s'y installer, si bien que dès les années 1860, ils représentent plus de 60 % de la population totale de la ville. Au début de la Seconde Guerre mondiale, les Juifs sont plus de 3 300 à Zambrów. Seuls quelques dizaines survivront à la Shoah, mais aucun ne reviendra s'installer à Zambrów après la guerre.
Zambrów est une ville de Pologne dans la voïvodie de Podlachie. Située à 70 km à l'ouest -sud-ouest de Białystok, la ville compte actuellement un peu plus de 22 000 habitants. 

## Histoire des Juifs à Zambrów

### Les débuts de la communauté juive
Bien que les Juifs aient commencé à s'installer en Mazovie au début du XIVe siècle, ils ne sont arrivés à Zambrów que bien plus tard, probablement dans le courant du XVIIe siècle. D'après le Sefer Zambrów (Livre commémoratif de Zambrów), des Juifs ont pu s'installer à Zambrów dans le courant du XVIe siècle, mais comme à Łomża, ils ont été chassés de la ville à la demande de la population chrétienne, qui craignait une concurrence commerciale, mais aucun document conservé ne confirme cette hypothèse. 
La première mention de la présence juive à Zambrów se trouve dans un document rédigé par les bourgeois de Zambrów et adressé au roi Sigismond le Vieux, dans lequel ils demandent que le marché hebdomadaire soit déplacé du mercredi au jeudi, de façon que les Juifs locaux puissent acheter de l'alimentation et d'autres produits nécessaires pour le Shabbat. 
Jusqu'à la fin du XVIIIe siècle, les Juifs sont très peu nombreux et probablement originaires du village voisin de Jabłonka, distant d'une dizaine de kilomètres. Ils dépendent de la communauté juive de Tykocin. Le Pinkas haKehillot (Encyclopédie des communautés juives) de Tykocin mentionne que des Juifs résident à Zambrów vers 1716. Même si une Hevra Kaddisha (société funéraire) est fondée en 1741 à Zambrów, d'autres sources indiquent qu'en décembre 1740, il n'y a toujours pas de cimetière juif dans la ville et que les défunts sont enterrés à Jablonka,. Le mikvé (bain rituel), la synagogue et les heders (écoles élémentaires religieuses) les plus proches sont situés dans les localités de Śniadowo (à 20 km) et de Pruszki (à 15 km).
En 1765, il n'y a que 12 Juifs vivant à Zambrów mais 462 dans les villages alentour. Le nombre de juifs habitant la ville croit à 32 à la fin du siècle, représentant 6 % de la population de la ville et à 80 en 1808 soit 13 % de la population totale. Les années 1827-1858, marquent un afflux de Juifs en ville, si bien qu'en 1837 ils sont déjà 320 et 31 % de la population, et dans les années 1860, avec 1 022 membres, la communauté représente 65 % de la population de la ville.
Une communauté juive indépendante est fondée à Zambrów en 1829 ou 1830, selon les sources. Le cimetière local est ouvert avant 1828 et agrandi en 1890,. À cette époque, les Juifs vivent principalement à proximité de la place du marché de Zambrów, dans plusieurs douzaines de bâtiments résidentiels, situés près de leurs magasins. En 1839, le premier Beth Midrash de la ville est installé dans un appartement privé place du Marché. La communauté a un rabbin et possède un mikvé (bain rituel), plusieurs heders (écoles primaires religieuses), une cour rabbinique, une Hevra Kaddisha (Société du dernier devoir) responsable des services funéraires, et plusieurs associations caritatives comme la Hachsanat Kala qui offre une dot aux pauvres jeunes filles, ou la Gemilut Chasidim qui propose des prêts sans intérêt à ceux en difficulté financière. Deux synagogues sont érigées à Zambrów au début des années 1890, une en briques et une en bois. La synagogue en bois disparait rapidement dans un incendie et est remplacée par une nouvelle en briques. En plus, la ville possède plusieurs maisons de prière hassidiques.   
Initialement, les Juifs de Zambrów vivent du négoce du bois ou de grains. Ils possèdent l'auberge locale et plusieurs tavernes. Au milieu du XIXe siècle, on les trouve dans l'élevage de chevaux, la culture d'arbres fruitiers, l'artisanat et le petit commerce. Dans les années 1890, les Juifs de la ville détiennent deux moulins à vapeur, un moulin à eau, un moulin à vent, une vinaigrerie, une briqueterie, une teinturerie, 60 commerces et 26 auberges. Il y a aussi de nombreux ateliers d'artisanat tenus par des Juifs, des cordonniers, des tailleurs, des menuisiers et des forgerons. Certains juifs locaux travaillent dans le brassage de la bière, dans la production de vin ou dans la fabrication d'eau gazeuse,. 
Vers la fin du XIXe siècle, les Juifs de Zambrów fournissent du matériel de construction et travaillent à l'installation de baraques militaires pour l'armée impériale russe. Ils ouvrent plus tard une cuisine cachère pour plusieurs centaines de soldats juifs servant dans l'armée tsariste. La rivalité économique entre marchands et artisans juifs et chrétiens entraine des conflits importants qui culminent dans la seconde moitié du XIXe siècle en un évènement souvent considéré comme pouvant dégénérer en pogrom. Les Juifs de Zambrów sont faussement accusés d'avoir vandalisé le cimetière catholique. Craignant des représailles, ils envoient une délégation au gouverneur à Łomża, demandant sa protection. Les autorités envoient une unité de Cosaques qui disperse la foule et prévient toute violence. 
L'expansion de la garnison et l'arrivée de familles polonaises à Zambrów conduit graduellement à un changement dans la composition ethnique de la ville, avec une diminution sensible du pourcentage de Juifs dans la population. En plus, le nombre de membres de la communauté juive diminue simultanément au début du XXe siècle à la suite d'une forte émigration, principalement vers la Palestine, résultant de la situation économique et d'une montée de l'antisémitisme. Un évènement particulier va déclencher un départ massif de Juifs de Zambrów, c'est le grand feu de 1895, qui détruit 400 maisons juives y compris la synagogue, ainsi que la majorité des commerces et ateliers juifs. Ses conséquences économiques, amplifiées après la révolution russe de 1905 et par un autre incendie de la ville en 1910, précipitent les départs. En 1905-1906, les jeunes et les travailleurs juifs, organisés au sein du Bund (Union générale des travailleurs juifs), des travailleurs sionistes socialistes (SS) et du Poale Zion, déclenchent des grèves dans les usines textiles et les scieries.  

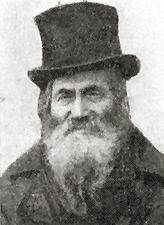
Le rabbin Dov Menahem Regensberg

R. Lipa Ḥayyim est le rabbin de Zambrów dans les années 1850 et jusqu'à sa mort en 1882. Son gendre R. Dov Menahem Regensberg lui succède et exercera la fonction de rabbin pendant 59 ans jusqu'à son assassinat le 26 aout 1941 par les nazis à l'âge de 90 ans. Le rabbin Regensberg qui est orthodoxe, se trouve confronté à partir de 1896, à un rabbin officiel, R. Moshe Gold, parlant le russe, nommé par les autorités tsaristes. Si Regensberg a l'appui du petit peuple juif parlant yiddish, des commerçants et des artisans, le rabbin officiel attire plutôt les riches et l'intelligentsia juive. En 1895, une magnifique synagogue est construite à Zambrów.

### L'entre-deux-guerres
Dans la période de l'entre-deux-guerres, existent à Zambrów des branches locales de presque tous les partis et organisations politiques juives de Pologne, dont l'Union des jeunes sionistes, fondée en 1928, L'association des jeunes du Betar, la ligue des travailleurs de Palestine, le Bund, l'Hashomer Hatzaïr et le Brit Trumpeldor, ainsi que de nombreuses organisations sociales et caritatives. Les rassemblements sionistes se tiennent chaque semaine au cinéma Moderne. 
Les mouvements politiques à Zambrów

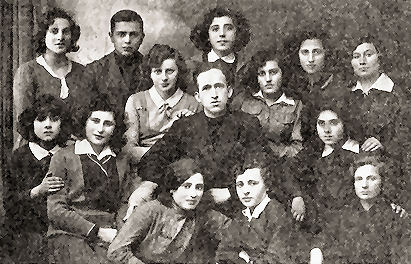
Jeunes travailleurs du Bund
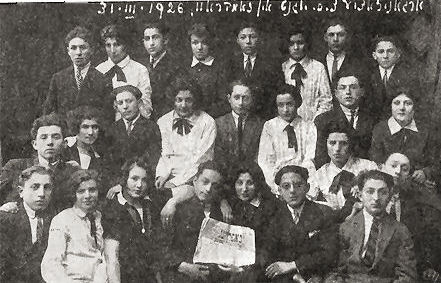
Mouvement des sionistes socialistes
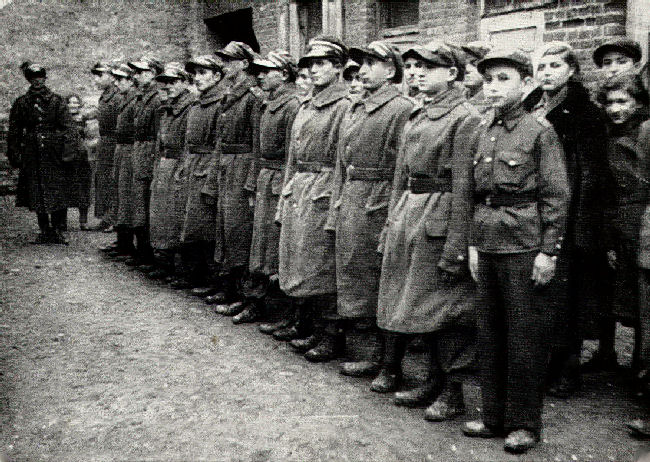
Les jeunes du Betar (sionistes d'extrême droites)

Une école élémentaire yiddish nommée d'après Ber Borochov ouvre ses portes en 1919. Elle sera suivie en 1923 par une école en hébreu et un jardin d'enfants sioniste. La ville possède plusieurs clubs de sport juifs, le Maccabi, le Ha-Poel, dirigé par les organisations sionistes et le Der Shtern de gauche, aussi connu sous son nom polonais Gwiazda. La culture juive est florissante avec une bibliothèque, un club théâtral et un cinéma exploité par la famille Tykociński qui fermera en 1929.   
Les clubs de sport

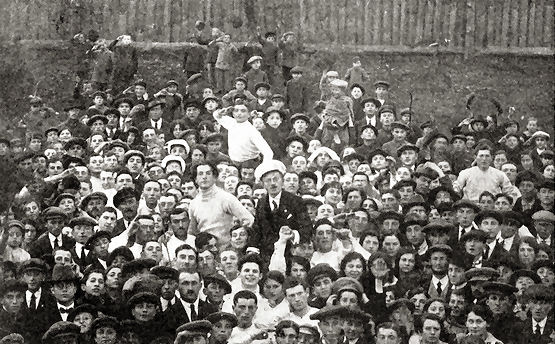
Une démonstration du Maccabi sur la place du Marché en 1918
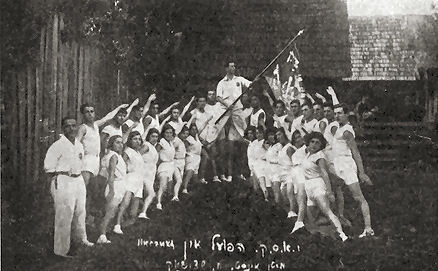
Démonstration du club Ha Poel, section féminine
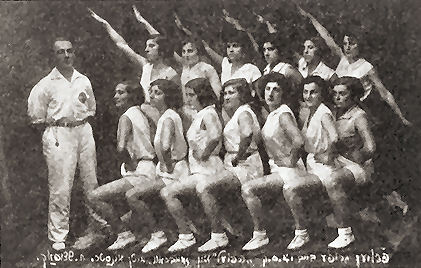
Démonstration du club Ha Poel, section féminine

Les écoles à Zambrów

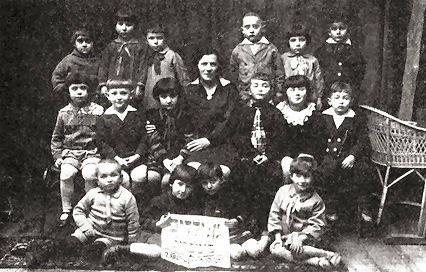
Le jardin d'enfants
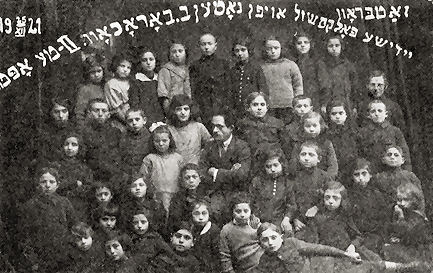
L'école Ber Borochov
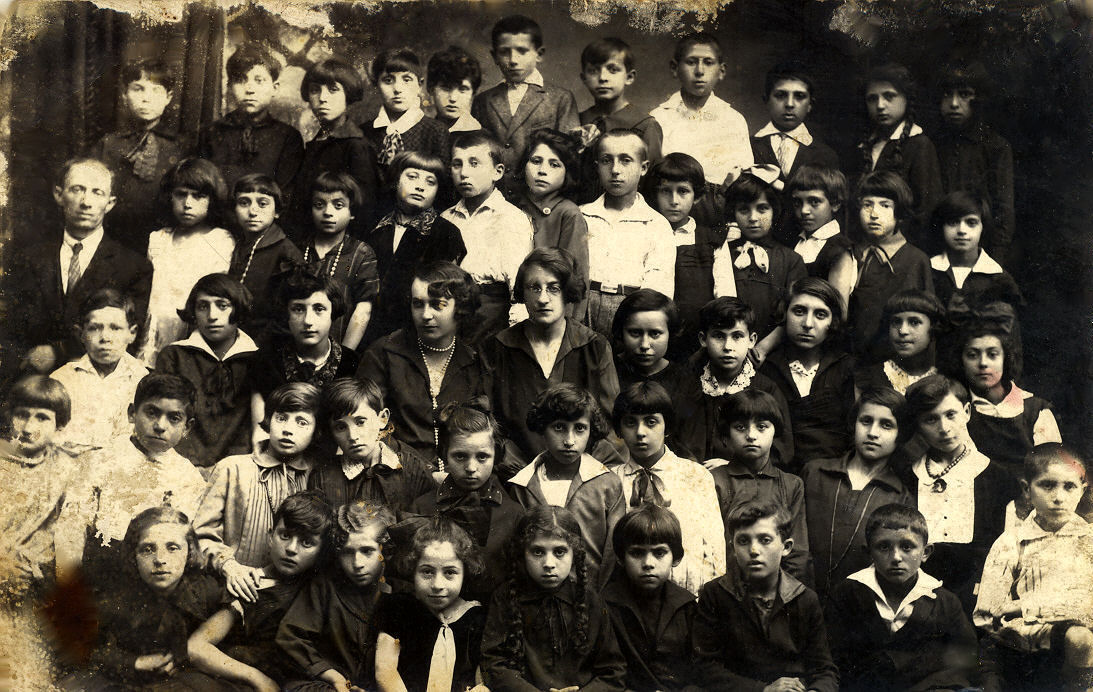
L'école publique juive en 1926-1927
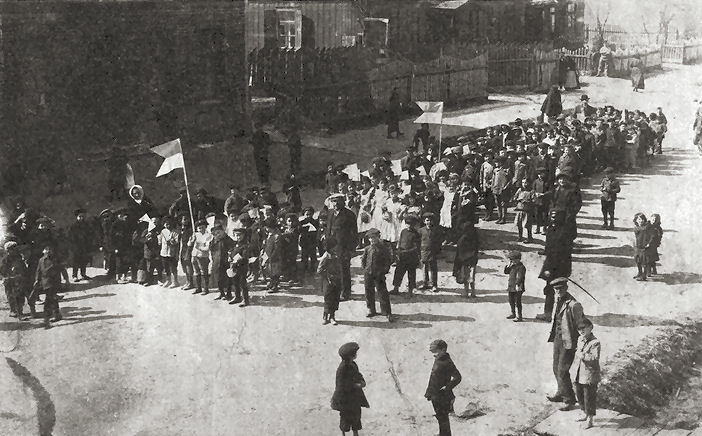
Les enfants des écoles défilent le jour de Lag Ba'omer

Dans les années 1930, en raison de la crise économique et des rivalités commerciales, la tension monte entre la communauté juive et la population polonaise de la ville. Ceci débouche en 1936-1937 sur un boycott économique des entreprises et magasins juifs, et par de nombreuses attaques antisémites, alimentées partiellement par le Parti national-démocrate, particulièrement fort dans la région de Łomża. Afin de faire face à ces difficultés sociales et économiques, de nombreuses associations caritatives s'établissent à Zambrów, comme la Linas Hatsedek, l'Achavat Achim, l'Association des femmes, l'association des artisans et l'association CENTOS qui s'occupe des enfants orphelins juifs. Toutes ses organisations reçoivent des fonds substantiels du Hilfskomitet, une organisation d'aide fondées par des émigrés de Zambrów vivant à Chicago.
Dans les années 1920 et 1930, un groupe important de pionniers du mouvement HeHalutz local quitte Zambrów pour la Palestine. Parmi eux se trouve Shlomo Goren, qui deviendra grand-rabbin d'Israël dans les années 1973-1983.

### Seconde Guerre mondiale
Lors de la Seconde Guerre mondiale, bien que d'après le pacte germano-soviétique, la ville fasse partie de la zone d'occupation soviétique, l'Allemagne nazie attaque la ville dès le déclenchement de la guerre. Le 1er septembre 1939, de nombreux Juifs de Zambrów sont tués dans le raid aérien allemand sur la ville. Après de très violents combats contre l'armée polonaise, du 10 au 13 septembre, la Wehrmacht entre à Zambrów et commence immédiatement à procéder à des exécutions. Près de 50 Juifs sont fusillés avant que l'armée allemande remette la ville aux soviétiques.   
Sous l'administration soviétique, de grands changements sont introduits affectant la vie juive. Toutes les activités de nature politique ou sioniste sont interdites et les entreprises privées sont confisquées. De nombreux réfugiés arrivent d'Ostrów Mazowiecka, ville située à seulement 35 km de Zambrów mais sous contrôle allemand. Les réfugiés reçoivent alors de l'assistance de la communauté juive locale. Un grand nombre de ces réfugiés sont exilés au fin fond de l'Union soviétique.   
Au printemps 1941, les jeunes Juifs sont enrôlés dans l'armée soviétique.  
Les Allemands reprennent la ville le 22 juin 1941 au début de l'opération Barbarossa contre l'Union soviétique et commencent à confisquer les biens juifs avec l'aide de collaborateurs locaux. Ils procèdent aussi à une exécution de masse de 90 Juifs. Le 20 juillet 1941, tous les Juifs ont l'obligation de porter une étoile de David cousue sur leur vêtement, et ont aussi l'interdiction de quitter la ville.    
Tous les adultes sont forcés de travailler pour les Allemands. Un Judenrat est constitué dirigé par Gerszon Srebrowicz. Les Juifs doivent payer une contribution soit en espèce soit en objets de valeur. En cas de non-respect, les Allemands menacent d'exécuter les membres du Judenrat. En aout 1941, les autorités militaires cèdent le contrôle de la population juive locale aux autorités civiles dirigées par l'Amtskomissar Rohr.
Une série d'exécution sont effectués dans le courant de l'été 1941 dans la forêt de Czerwony Bór proche des villages de Szumowo et de Kołaki Kościelne. Les victimes sont regroupées par les Allemands sous le prétexte d'être transportées à un camp de travail. La plus grande tuerie a lieu le 1er août (ou le 19 août selon d'autres sources) sous les ordres du Hauptsturmführer SS Hermann Schaper, avec un total de 700 à 1 000 Juifs tués en un seul jour. À la suite des protestations du Judenrat de Zambrów, les Allemands remplacent les membres du Judenrat par 10 nouvelles personnes dirigées par Gliksman, un réfugié de Łódź.
Le ghetto de Zambrów est établi en août 1941 et inclut une zone limitée par les rues Świętokrzyska, Krzywa et Białostocka. Au début, le ghetto n'est pas clôturé. Officiellement sa population est d'environ 2 000 personnes, mais en réalité le nombre réel est certainement le double, car Zambrów est le lieu de rassemblement de nombreux réfugiés des localités voisines y compris de Prosienica . Le 4 septembre 1941 a lieu une autre exécution de masse, d'environ 300 personnes, principalement des personnes âgées et des femmes enceintes. Le ghetto est alors clôturé mais les violences antisémites de la part des occupants vont temporairement s'atténuer car la communauté juive arrive à soudoyer temporairement les Allemands en offrant un pot-de-vin de 100 000 marks avec un kilogramme d'or.
De nombreux prisonniers du ghetto meurent en raison des conditions sanitaires déplorables, de la faim et des épidémies de typhus. Les adultes valides capables de travailler sont organisés en commandos et envoyés à l'extérieur du ghetto principalement pour la reconstruction des baraques du Stalag XII E Zambrów qui sert de camp pour les prisonniers de guerre soviétiques. Les Juifs sont aussi forcés de nettoyer les baraques ainsi que les appartements des gardiens allemands du camp. D'autres sont envoyés travailler à la construction de la route reliant Białystok à  Ostrów Mazowiecka. Les Juifs sélectionnés pour le travail forcé arrivent à ramener quelques nourritures à l'intérieur du ghetto, tandis que les autres sont obligés de faire du troc avec les paysans locaux. Certains prisonniers profitent de leur transport sur leur lieu de travail pour s'enfuir et tenter de rejoindre les partisans dans les bois environnants. En raison des conditions sévères de vie dans la forêt et de l'antisémitisme des partisans, plusieurs regagneront le ghetto. 
En novembre 1942, un camp de transit pour les Juifs est établi par les Allemands dans les baraques de Zambrów. Sa population se monte entre 14 000 et 17 000 Juifs principalement du district de Łomża, ou même à 20 000 selon d'autres sources. On y trouve aussi des Juifs originaires des villes de Czyżew, Jedwabno, Kobylin, Kupiski Stare, Kołaki, Śniadowo, Wysokie Mazowieckie et même certains de Zambrów.
À la fin de l'automne et durant l'hiver 1942-1943, le ghetto et le camp de transit sont liquidés par les Allemands. Les prisonniers sont transportés dans des charrettes à Czyżew  où ils sont entassés dans des trains à destination du camp de la mort nazi de Treblinka. En janvier 1943, les derniers Juifs survivants du ghetto de Zambrów, soit environ 3 500 personnes, sont déportés à Auschwitz, où un groupe de plusieurs centaines est assigné au camp de concentration, tandis que tous les autres sont assassinés dans les chambres à gaz dès leur arrivée. Moins de 10 personnes de ce transport survivront à la Shoah,.     
Quelques jeunes réussissent à s'échapper du ghetto avant sa liquidation et à intégrer des groupes de partisans dans la région de la forêt Pniewa pour combattre les Allemands. À la fin de la guerre nombre d'entre eux seront tués par l'armée clandestine polonaise Armia Krajowa. 
Au printemps 1944, un groupe de 12 Juifs, qui s'étaient probablement échappés du ghetto, est découvert dans une tranchée dans la forêt de Pykle. Ils sont tués sur place avec des grenades par la police militaire allemande de Zambrów. 
Plusieurs Juifs réussissent à survivre, cachés dans une cave située sur les terres de fermiers polonais de Milewo. Parmi eux, se trouvent les frères Stupnik. Un autre rescapé du ghetto est Hersz Smolar qui devient plus tard le chef du mouvement de résistance dans le ghetto de Minsk et le commandant d'une unité de partisans soviétiques dans la forêt de Naboliki.
Une grande partie de l'héritage matériel des Juifs de Zambrów a été détruit pendant la guerre, y compris la plupart des maisons dans le quartier juif orthodoxe. Après la guerre, de nombreuses rues traditionnellement juives cessent de l'être, par exemple la rue Bożnicza où se trouvait la synagogue. Seule une douzaine de maisons juives, datant du tournant du XXe siècle et le cimetière ont été préservés. La plupart des survivants de la Shoah de Zambrów et des alentours s'installent initialement à Białystok ou à Lodz, avant d'émigrer aux États-Unis, en Afrique du Sud, en Argentine, en Israël ou en France. Un livre mémorial, le Sefer Zambrov est publié en 1963 en hébreu et en yiddish, avec un résumé en anglais.

## Personnalités juives nées à Zambrów
- Hirsch (Hersz) Smolar (1905-1993), écrivain et journaliste yiddish, dirigeant communiste en Pologne et en Russie soviétique, émigre en Israël en 1971
- Shlomo Goren (1917-1994), premier rabbin de l'armée israélienne puis grand-rabbin d'Israël

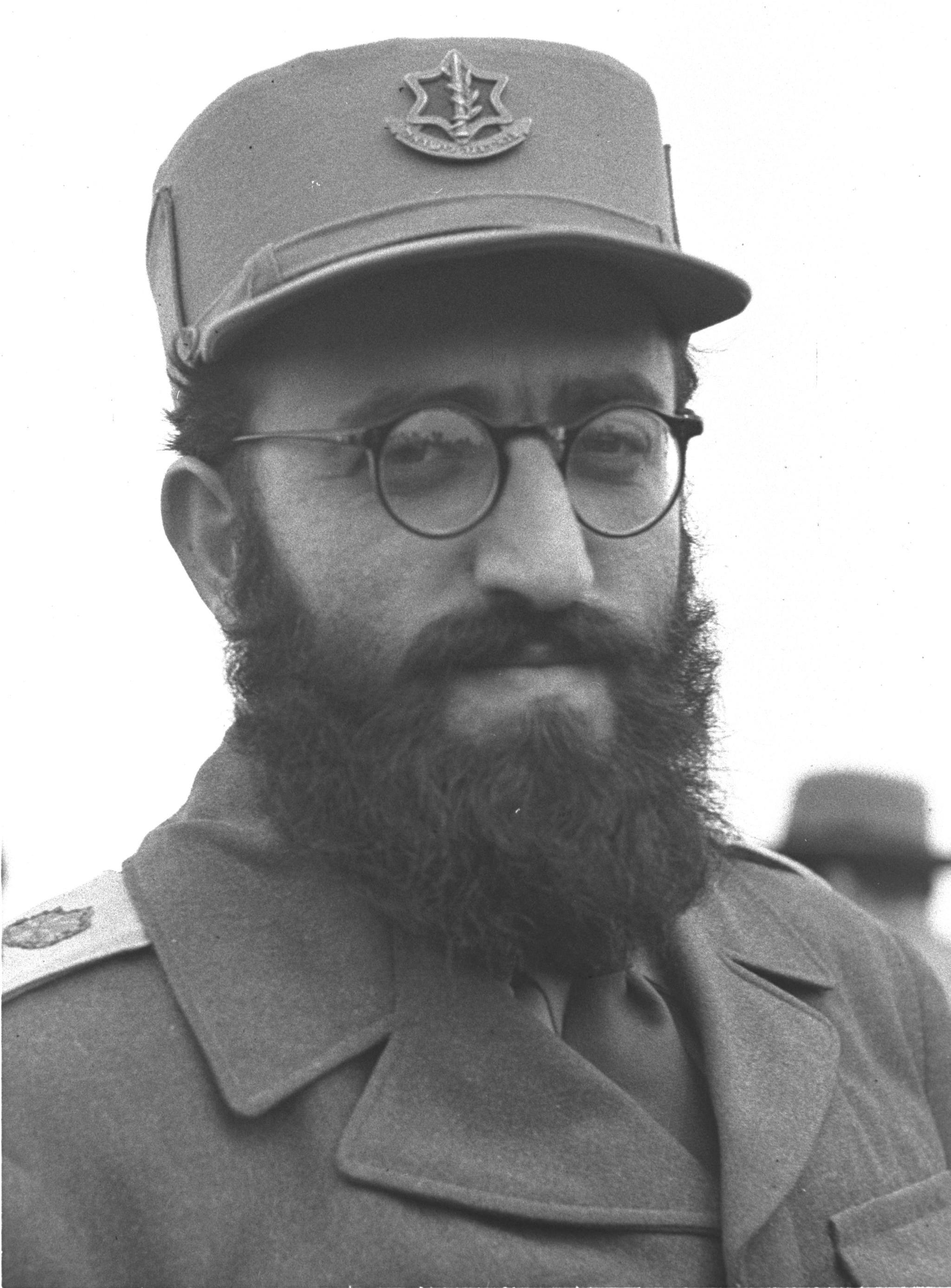
Shlomo Goren en 1949 en tenue de rabbin de l'armée israélienne

## Évolution de la population juive
L'évolution de la population juive de Tarnów au XIXe   et   XXe siècle est donnée dans le tableau ci-dessous,,,. (Les données sur le nombre d'habitants de la ville et sur la population juive peuvent varier considérablement selon les sources),
| Population juive à Zambrów |               |                 |                      |
| Année                      | Population de | Nombre de Juifs | Pourcentage de Juifs |
| 1795                       | 554           | 32              | 5,8 %                |
| 1808                       | 615           | 80              | 13,0 %               |
| 1837                       | 1 032         | 320             | 31,0 %               |
| 1857                       | 1 622         | 1 022           | 63,0 %               |
| 1897                       | ~ 3 800       | ~ 2 400         | ~ 63 %               |
| 1921                       | 6 184         | 3 216           | 52,0 %               |
| 1937                       | 7 620         | 3 330           | 43,7 %               |